# Johan Ekelöf

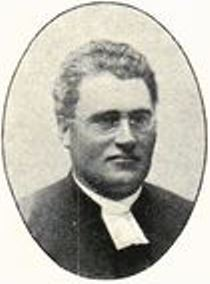
Johan Ekelöf.

Johan Gustaf Ekelöf, född 3 februari 1849 i Rengsjö socken, Gävleborgs län, död 16 juli 1933, var en svensk präst.
Ekelöf blev student vid Uppsala universitet 1870 och prästvigdes 1874. Han blev kapellpredikant i Åmot 1876; kyrkoherde i Arbrå församling 1882, kontraktsprost 1893, kyrkoherde i Segersta församling 1896 och innehade motsvarande befattning i Ovansjö församling 1905–1927.